# Course sur route
 (mai 2014).
La course sur route est un ensemble de disciplines de l'athlétisme, faisant partie de la catégorie des courses hors-stade, qui englobe l'ensemble des courses pédestres qui se déroulent en dehors des anneaux d'athlétisme sur des routes bitumées. Il s'agit généralement de courses de fond ou d'ultrafond. 

## Épreuves classiques
- Corrida
- 5 kilomètres
- 10 kilomètres
- Semi-marathon
- Marathon
- Relais Ekiden
- En ultrafond : 50 kilomètres, 100 km, 24 heures

## Participation
Ce sont des courses pédestres qui sont ouvertes à tous les coureurs, qu'ils fassent ou non partie d'un club rattaché à une fédération sportive. La présentation d'un certificat médical de non contre-indication à la course à pied en compétition étant suffisant. On peut distinguer deux types de courses populaires : les courses officielles, se courant sur des distances classiques comme le 10 km, le semi-marathon ou le marathon et qui sont généralement reconnues (labellisées) par la fédération française d'athlétisme (FFA) mais qui permettent à des coureurs non licenciés d'y participer et d'avoir leur temps officiel pris en compte d'une part, et d'autre part, des courses dont la vocation première est d'être populaire, festive ou ludique. Les distances choisies importent peu et ne permettent donc pas d'établir de record, si ce n'est le record de cette course précise. Plutôt orientées vers le grand public, elles accueillent néanmoins des coureurs-compétiteurs "élite" qui y participent en marge des courses officielles. Ils y viennent soit pour la notoriété de la course, soit pour tenter de décrocher les primes aux vainqueurs qui sont mises en jeu par les organisateurs dans le but avoué d'attirer ses coureurs (on parle souvent d'avoir un "beau plateau" dans le jargon sportif). On peut citer par exemple le Paris-Versailles d'une distance de 16 km qui ne correspond à aucune distance officielle ou la classique Marseille-Cassis qui bien que souvent présentée comme un semi-marathon mesure en réalité moins de 21 km.
Certaines courses sont également devenues célèbres pour leur aspect festif tout en permettant aux compétiteurs d'atteindre des objectifs sportifs de haut niveau. C'est le cas par exemple des "corridas" organisées en hiver dans les rues de nombreuses villes. On peut citer notamment la Corrida d'Issy-les-Moulineaux dont le tracé plat et le parcours mesuré et labellisé par la FFA est qualificatif pour les championnats de France alors que dans un même temps, des centaines de coureurs prennent le départ déguisés en père Noël.
La course sur route, connaît depuis une trentaine d'années un succès considérable et en constante augmentation. Il est donc désormais habituel de croiser sur une même course des champions olympiques et des personnes pratiquant le sport de façon occasionnelle venues relever un défi ou battre leur propre record.